# Frédérick ou le Boulevard du Crime
Frédérick ou le Boulevard du Crime est une pièce de théâtre de l'auteur français Éric-Emmanuel Schmitt. La version imprimée est publiée chez Albin Michel en 1998 et la pièce créée au  Théâtre Marigny le 22 septembre 1998. 

## Argument
Frédérick Lemaître est le comédien vedette de l’époque romantique et fascine Paris par la force de son jeu. Proche du peuple et des idéaux démocratiques, luttant contre la censure, il refuse une proposition de la Comédie-Française pour rester au théâtre des Folies-Dramatiques, boulevard du Crime. Malheureusement, la pièce qu’il doit jouer, L'Auberge des Adrets, est un mauvais mélodrame qui s’annonce comme un four. Génialement, Frédérick va la tourner en dérision en l'interprétant comme une farce. Extravagant, révolutionnaire, séducteur, libertin, Frédérick semble prêt à tout sauf à l’amour. Or il reçoit alors un soir la visite de Bérénice, une magnifique et mystérieuse jeune femme qui assiste à toutes les représentations. Bouleversé, il va devoir choisir entre la fiction et la réalité. L’amour rêvé ou bien l’amour vécu ? Les planches ou la vie ?
Éric-Emmanuel Schmitt propose une fresque colorée  du Paris révolutionnaire, réfléchit sur le comédien et l’art dramatique, et joue avec le théâtre dans le théâtre.

## Contexte
Eric-Emmanuel Schmitt projetait d’écrire une pièce sur Frédérick Lemaître quand le metteur en scène Bernard Murat lui apprit que Jean-Paul Belmondo avait une passion pour cette figure du théâtre. Après avoir rencontré le comédien, Éric-Emmanuel Schmitt décida d’écrire cette comédie pour lui. Jean-Paul Belmondo la joua une saison au théâtre Marigny à Paris avant de partir pour une tournée en province. Après la première la presse déclare : « Avec Schmitt, Belmondo a trouvé son Dumas ! ».
Un accident vasculaire cérébral fit que ce fut son dernier rôle en scène.

## Éditions
- Éric-Emmanuel Schmitt, Frédérick ou le Boulevard du Crime : [Paris, Théâtre Marigny, 22 septembre 1998], Paris, Albin Michel, 3 septembre 1998, 252 p., 15,0 x 20,5 cm (ISBN 2-226-10517-4).
- Éric-Emmanuel Schmitt, Théâtre, Tome 3 : Frédérick ou le Boulevard du Crime ; Hôtel des Deux Mondes ; Petits crimes conjugaux, Paris, Librairie générale française, coll. « Le Livre de poche », 6 septembre 2006, 376 p., 10,9 x 2 x 17,8 cm (ISBN 2-253-11753-6).